# William Bostock
William (Bill) Dowling Bostock, (5 de Fevereiro de 1892 – 28 de Abril de 1968) foi um oficial militar e aviador da Real Força Aérea Australiana (RAAF). Durante a Segunda Guerra Mundial, liderou o Comando da RAAF, a principal formação operacional da força aérea australiana, com a responsabilidade pela defesa da Austrália e ofensivas aéreas contra alvos japoneses na Área do Sudoeste do Pacífico. As suas conquistas durante o desempenho das suas funções granjearam-lhe a Ordem de Serviços Distintos e a Medalha da Liberdade norte-americana. O General Douglas MacArthur descreveu-o como "um dos aviadores mais bem-sucedidos do mundo".
Veterano da Primeira Guerra Mundial, Bostock combateu pela primeira vez como soldado da Primeira Força Imperial Australiana em Galípoli e, depois, como piloto do Real Corpo Aéreo na Frente Ocidental, onde recebeu a Cruz de Guerra belga. Ingressou na recém-formada RAAF em 1921 e, em 1941, tornou-se no terceiro oficial mais sénior, servindo como Director de Treino de 1930 a 1931, comandante do Esquadrão N.º 3 de 1931 a 1936 e Director de Operações e Inteligência de 1938 a 1939.
Chefe-adjunto do Estado-Maior da Força Aérea no início da Segunda Guerra Mundial, Bostock foi considerado um dos principais candidatos ao cargo de Chefe do Estado-maior da Força Aérea em 1942, mas foi preterido em favor do Comodoro do Ar George Jones, um amigo de vinte anos. Nomeado Air Officer Commanding da RAAF logo depois, Bostock envolveu-se numa disputa acirrada e prolongada com Jones pelo controlo da força aérea no Sudoeste do Pacífico. Após deixar a RAAF em 1946, tornou-se jornalista e, mais tarde, membro do Parlamento.

## Primeiros anos e Primeira Guerra Mundial
Bostock nasceu em Surry Hills, um subúrbio do centro de Sydney, filho de pai inglês, também chamado William, e mãe espanhola, Mary. Foi educado na The School, Monte Victoria, na região das Montanhas Azuis, em Nova Gales do Sul, onde obteve o seu certificado júnior. A família mudou-se mais tarde para Burwood, no interior Oeste de Sydney. Após deixar a escola, Bostock foi empregado como aprendiz na Marconi Company durante dois anos e meio, e depois passou um tempo no mar como operador de rádio.
Em Novembro de 1914, Bostock juntou-se à 2.ª Tropa de Sinalização da Primeira Força Imperial Australiana (AIF) como sapador. Desembarcou em Galípoli no dia 25 de Abril de 1915, onde serviu até Agosto, quando foi evacuado por sofrer de disenteria. Regressou ao serviço activo em Janeiro de 1916 e foi promovido a cabo no mês seguinte. Uma vez promovido a sargento, Bostock foi enviado para o Egipto com a Divisão Montada das Forças Armadas da Austrália e Nova Zelândia em Abril de 1916 e combateu contra as forças turcas na Península do Sinai.
Bostock foi transferido da força australiana para a Reserva Especial do Real Corpo Aéreo no dia 18 de Fevereiro de 1917 e foi comissionado como segundo-tenente probatório. Em Agosto foi designado para o Esquadrão N.º 48 da Real Força Aérea, após obter instrução de pilotagem de aeronaves no Egipto e em Inglaterra. Bostock combateu na Frente Ocidental e foi condecorado com a Cruz de Guerra belga. Em Março de 1918 foi invalidado de volta à Grã-Bretanha, momento após o qual foi transferido para a recém-criada Real Força Aérea (RAF).

## Período entre guerras

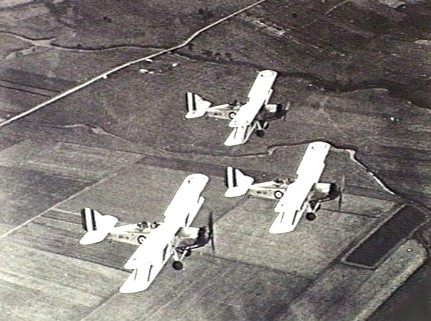
Wapitis do Esquadrão N.º 3, comandado por Bostock, na área de Richmond, Outubro de 1932

A 6 de Março de 1919 Bostock casou-se com a sua noiva australiana, Gwendolen Norton, em Southampton. O casal teve duas filhas, uma das quais, Gwendolen Joan, serviria como oficial de cifras na Women's Auxiliary Australian Air Force (WAAAF) durante a Segunda Guerra Mundial. Bostock aposentou-se da RAF e regressou à vida civil na Austrália em Outubro daquele ano. Em Setembro de 1921, juntou-se à recém-formada Real Força Aérea Australiana (RAAF) e foi comissionado como Oficial de voo. Tornou-se amigo e mentor do Oficial de Voo (mais tarde Marechal do Ar) Sir George Jones, outro veterano da Primeira Guerra Mundial, que voou com o Real Corpo Aéreo e se juntou à RAAF em Março. Em meados de 1922, Bostock foi promovido a Tenente de voo.
Tendo servido na Escola de Treino de Voo N.º 1, em Point Cook, desde que entrou na RAAF, Bostock foi enviado para a Grã-Bretanha em 1926 para estudar no RAF Staff College, em Andover. Enquanto lá esteve, foi advertido pelo comandante da faculdade, por carta, devido à escola específica que havia escolhido para a sua filha e porque ele próprio fazia jardinagem; diz-se que Bostock teria devolvido a carta marcada como "anotada e ignorada". Ao regressar à Austrália como Líder de esquadrão em 1928, assumiu o comando da Escola de Treino de Voo N.º 1 e, mais tarde, tornou-se Director de Treino no Quartel-general da RAAF, em Melbourne, em Dezembro de 1929. De 1931 a 1936, Bostock foi oficial comandante (CO) do Esquadrão N.º 3, pilotando aviões Westland Wapitis e, mais tarde, Hawker Demons. Na época, a sua função como comandante do Esquadrão N.º 3 foi desempenhada ao mesmo tempo que era CO da Base aérea de Richmond, em Nova Gales do Sul. Comandante de asa a partir de 1934, foi nomeado Oficial da Ordem do Império Britânico nas Honras do Aniversário do Rei no dia 31 de Maio de 1935. Após um período de dois anos na Grã-Bretanha nas fileiras do Grupo de Bombardeamento N.º 1, Bostock foi promovido a Capitão do grupo a 1 de Setembro de 1938 e nomeado Director de Operações e Inteligência. Cerca de um ano mais tarde, tornou-se Vice-chefe do Estado-maior da Força Aérea.

## Segunda Guerra Mundial

### Vice-chefe do Estado-maior da Força Aérea

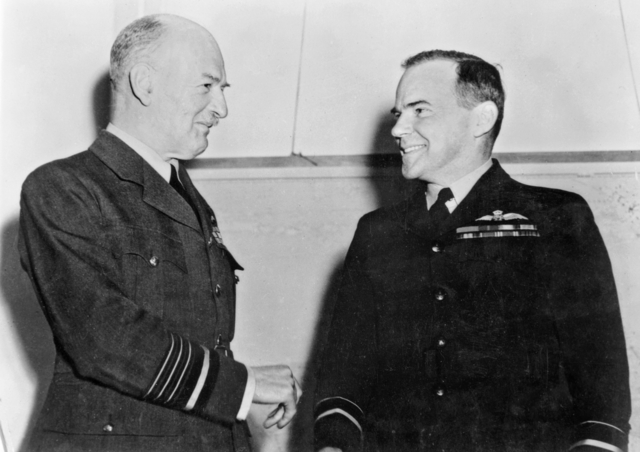
Vice-marechal do ar Bostock (à direita) como vice-chefe do Estado-maior da Força Aérea com o Chefe do Estado-maior da Força Aérea, Marechal-chefe do ar Sir Charles Burnett, em Maio de 1942

O cargo de Vice-chefe do Estado-maior da Força Aérea que Bostock ocupou no início da Segunda Guerra Mundial era um cargo novo que suplantou o já existente cargo de Chefe Assistente do Estado-maior da Força Aérea. Ao contrário do Chefe Assistente, o Vice tinha autoridade para agir no lugar do Chefe do Estado-maior (CEM) da Força Aérea, se necessário. Esse estatuto ampliado garantiu a Bostock um lugar no Comité de Planeamento Conjunto da Austrália. Ele foi o delegado da RAAF numa conferência de defesa em Singapura em Outubro de 1940; o contingente australiano considerou as forças locais mal preparadas para um ataque japonês e recomendou aumentos significativos na capacidade aérea, tanto na Austrália quanto nas Ilhas do Pacífico, para enfrentar a ameaça. Bostock subiu rapidamente de patente durante esse período, tornando-se Comodoro do ar interino a 1 de Junho de 1940 e Vice-marechal do ar no dia 1 de Outubro de 1941. Nas Honras de Ano Novo de 1942, foi nomeado Companheiro da Ordem do Banho.
Terceiro em antiguidade na RAAF depois do Marechal do ar Richard Williams e do Vice-marechal do ar Stanley Goble e considerado, nas palavras do historiador Chris Coulthard-Clark, como "um dos melhores cérebros da Força Aérea" na época, Bostock era um dos principais candidatos para a posição de CEM em Maio de 1942. Ele também foi a primeira escolha do CEM em exercício, o Marechal chefe do ar Sir Charles Burnett, cujo mandato de dois anos estava a chegar ao fim. A proximidade de Bostock com Burnett, que não fazia segredo do seu desprezo pelo governo trabalhista federal de John Curtin, prejudicou as suas chances de selecção e o seu amigo, George Jones, então apenas um Comandante de asa substantivo e Comodoro do ar interino, assumiu o cargo. Embora esperasse ser nomeado CEM, Bostock felicitou Jones calorosamente, possivelmente esperando que o seu novo papel (de Bostock) como Chief of Staff do Comandante das Forças Aéreas Aliadas, o Tenente-general George Brett, com responsabilidade pelas operações aéreas na Área do Sudoeste do Pacífico (SWPA), se revelasse a nomeação mais importante em tempos de guerra.

### Air Officer Commanding do Comando da RAAF
Em Agosto de 1942, o General Douglas MacArthur, Comandante Supremo da SWPA, substituiu o Tenente-general Brett pelo Major-general (mais tarde General) George Kenney. Kenney criou duas novas formações subordinadas ao Quartel-general das Forças Aéreas Aliadas: a Quinta Força Aérea dos EUA e o Comando da RAAF. Bostock foi escolhido para ser o Air Officer Commanding do Comando da RAAF, com vinte e quatro esquadrões australianos à sua disposição, mais um da Holanda, um do Reino Unido e um dos Estados Unidos. As únicas unidades de combate aéreo australianas na SWPA que não estavam sob o comando de Bostock eram aquelas baseadas na Nova Guiné, como o Grupo Operacional N.º 9 da RAAF, controlado pela Quinta Força Aérea. O Comando da RAAF foi encarregado de defender a Austrália, excepto no Nordeste, protegendo as rotas marítimas para a Nova Guiné e conduzindo operações contra navios japoneses, aeródromos e outras instalações nas Índias Orientais Holandesas.

Ele parecia rude e duro... mas impressionou-me por ser honesto e eu acreditava que, se ele fosse trabalhar comigo, que seria leal.

—George Kenney sobre Bill Bostock, 1942
No final de 1943, o Grupo Operacional N.º 9, originalmente a formação móvel de ataque da RAAF, tinha-se tornado efectivamente uma força de guarnição estática na Nova Guiné. Bostock propôs que fosse renomeado para Comando da Área do Norte para melhor reflectir a sua função no momento. Kenney solicitou a Bostock que criasse uma nova formação móvel da RAAF, o que levou ao estabelecimento do Grupo Operacional N.º 10 no dia 13 de Novembro de 1943 em Nadzab, sob o comando do Capitão de grupo Frederick Scherger. Em Fevereiro de 1944, o Comando da RAAF assumiu muitas das unidades do Grupo Operacional N.º 9, assim como a responsabilidade pelos sectores de Port Moresby e Milne Bay. Bostock recomendou novamente a mudança do nome do Grupo Operacional N.º 9 para Comando da Área do Norte e também propôs mudar o nome do Grupo Operacional N.º 10 para a Força Aérea Táctica, tendo em vista o aumento da sua força com a injecção de novos esquadrões. A 11 de Abril, o Grupo Operacional N.º 9 tornou-se no Comando do Norte. No dia 14 de Setembro, Bostock teve uma audiência com o Primeiro-Ministro Curtin, na qual este expôs as suas preferências para o desdobramento do Comando da RAAF, particularmente que ele deveria ser representado em operações avançadas dos Aliados e empregado principalmente no apoio às forças terrestres australianas. Bostock concordou; Curtin, entretanto, autorizou a mudança do nome do Grupo Operacional N.º 10 para Primeira Força Aérea Táctica, com efeito a partir de 25 de Outubro. O Comando da RAAF havia agora aumentado para quarenta e um esquadrões australianos.

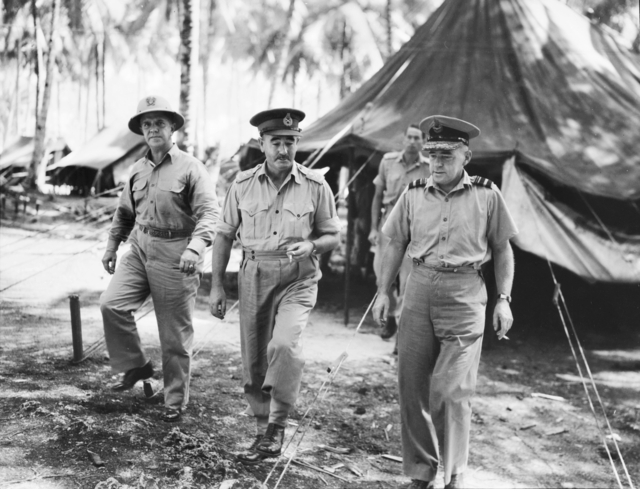
Bostock (à direita) com o Comandante do 1.º Corpo Australiano, o Tenente-general Sir Leslie Morshead (centro) e o Contra-almirante Forrest B. Royal da Marinha dos EUA (esquerda), após uma reunião em Morotai, em Abril de 1945

No dia 15 de Março de 1945, Bostock estabeleceu um quartel-general avançado na Ilha Morotai para controlar directamente a Primeira Força Aérea Táctica para as próximas operações de Oboé, a reconquista de Bornéu. Kenney atribuiu-lhe a responsabilidade por todas as operações aéreas aliadas ao Sul das Filipinas, e as unidades da Real Força Aérea da Nova Zelândia (RNZAF) que estavam baseadas nas Ilhas Salomão para apoiar a Campanha em Bougainville foram designadas ao Comando da RAAF. Bostock escreveu a Kenney: "Estou particularmente ansioso para que a Primeira Força Aérea Táctica continue a ser empregue como uma formação ofensiva avançada em vez de uma função de guarnição." Em Abril, o Quartel-general Aéreo Aliado de Kenney emitiu uma ordem para que Bostock fosse nomeado Air Officer Commanding-in-Chief do Comando da RAAF, dado que ele tinha vários Air Officers Commanding (AOCs) que reportavam directamente a ele. Bostock devidamente repassou essa mudança de nomenclatura para as suas unidades subordinadas, mas o Quartel-general da Força Aérea em Melbourne vetou a mudança em Junho.
Bostock controlava a Quinta e Décima Terceira forças aéreas da USAAF, bem como a Primeira Força Aérea Táctica australiana, durante a Operação Oboé Um, a invasão de Tarakan, iniciada a 1 de Maio de 1945. Nessa época, o Comando da RAAF era composto por cerca de 17 mil pessoas. Na Operação Oboé Seis, a invasão de Labuan – Brunei em Junho, Bostock também tinha à sua disposição aeronaves baseadas na Austrália sob os comandos das áreas Ocidental e Noroeste. Para a Operação Oboé Dois, a invasão de Balikpapan em Julho, Bostock reuniu quarenta esquadrões aliados. O seu objectivo, em conjunto com o de Kenney e o comandante do 1.º Corpo, Tenente-general Leslie Morshead, era o de realizar o bombardeamento aéreo mais pesado possível contra alvos inimigos, de modo a permitir que as forças de assalto australianas chegassem ao objectivo com o mínimo de baixas. Juntamente com uma barragem naval, isso resultou no que a história oficial da RAAF na Segunda Guerra Mundial descreveu como uma "cena de ruína indescritível" no campo de batalha que permitiu que dezassete vagas de tropas desembarcassem as suas embarcações de desembarque sem perdas humanas. MacArthur referiu-se à ofensiva aérea de Labuan como "impecável", e o General Sir Thomas Blamey, Comandante-em-chefe das Forças Militares Australianas, parabenizou Bostock pela sua "alto nível de controlo" e "cooperação pronta e total" durante toda a campanha de Bornéu.

### Rivalidade com George Jones
A partir de 1942, a estrutura da RAAF foi dividida de tal forma que Bostock estava no comando operacional da força aérea no Sudoeste do Pacífico, mas dependia do Vice-marechal do Ar Jones como Chefe do Estado-maior (CAS) para o fornecimento de homens e equipamento, enquanto Jones estava nominalmente no comando de toda a RAAF, mas não desempenhava nenhum papel na direcção das suas principais operações aéreas contra o Japão. A situação foi, de acordo com George Odgers, uma fonte de "aguda tensão pessoal" entre os dois oficiais superiores pelo resto da guerra. Foi exacerbada pelo facto de que, embora o CAS fosse o chefe de jure da RAAF, a patente de vice-marechal do ar de Jones não era superior à de Bostock. O historiador da força aérea Alan Stephens comentou mais tarde: "O sistema de comando dividido... não era um arranjo ideal, mas com homens de boa vontade poderia ter funcionado. Lamentavelmente, Bostock e Jones não pensavam assim..."

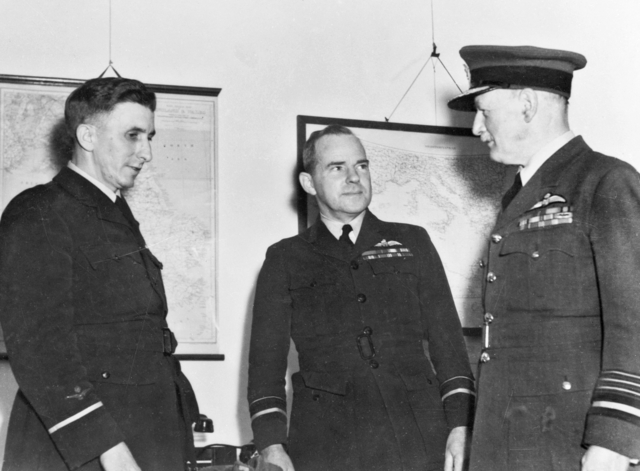
Bostock (centro) com o recém-nomeado Chefe do Estado-maior da Força Aérea, Vice-marechal do Ar George Jones (esquerda), e o ex-CAS, Marechal do Ar Burnett, em 1942

O relacionamento de Bostock com Kenney permitiu que ele ignorasse os pedidos operacionais de Jones, enquanto Jones continuava a afirmar o controle administrativo sobre o comando de Bostock. Quando Jones tentou remover Bostock do Comando da RAAF em Abril de 1943 e substituí-lo pelo Comodoro Aéreo Joe Hewitt, AOC do Grupo Operacional N.º 9, Bostock apelou para Kenney, que informou Jones de que se opunha a qualquer mudança de comando. Kenney ameaçou levar o assunto ao governo australiano e, algum tempo depois, MacArthur disse a Curtin que Hewitt "não era um substituto adequado" para Bostock. O assunto foi arquivado, porém, a rivalidade continuou. Em Janeiro de 1945, uma série de telegramas acrimoniosos foi trocada entre os dois vice-marechais. Jones reclamou com Bostock do "tom insubordinado" deste último e das "repetidas tentativas de usurpar a autoridade deste Quartel-general". Bostock respondeu que, como comandante do Comando da RAAF, ele era "responsável perante o Comandante das Forças Aéreas Aliadas, e não, repito, não subordinado a você", e que "continuaria a se opor veementemente à sua interferência injustificada e desinformada".
A rivalidade entre eles foi responsabilizada por contribuir para a baixa moral que precipitou o chamado "Motim de Morotai" de Abril de 1945, quando um grupo de pilotos séniores da Primeira Força Aérea Táctica (TAF) apresentou as suas renúncias em vez de continuar a atacar o que eles acreditavam ser alvos inúteis. Alertados sobre o problema pelo comandante da TAF, o Comodoro do Ar Harry Cobby, Bostock apelou aos pilotos para que retirassem as suas demissões. De acordo com a historiadora Kristen Alexander, os seus métodos foram interpretados como uma tentativa de "fazer a situação desaparecer ou pelo menos encobri-la"; um dos "amotinados", o Líder de Esquadrão John Waddy, citou Bostock dizendo: "Deixarei essas solicitações na mesa e, se vocês pegarem nelas, todos os registos e todas as notas de qualquer assunto serão apagados dos registos e arquivos da força aérea e nada será ouvido sobre isso". Quando os pilotos se recusaram a abandonar o assunto, Bostock sinalizou para Jones, informando que tinha a moral na ilha num "nível perigosamente baixo" e recomendando que o CAS substituísse Cobby pelo Comodoro do Ar Scherger. Kenney concordou com Bostock e Jones demitiu Cobby. Uma investigação subsequente justificou a posição tomada pelos pilotos; um deles, o Comandante de asa Kenneth Ranger, disse ao inquérito de Jones e Bostock: "Deploro as lutas e disputas entre eles, que são de conhecimento comum em toda a RAAF. Todas as semanas há casos disso."

O Chefe do Estado-maior da Força Aérea... que não tem autoridade ou responsabilidade pela condução das operações, não tem o direito — particularmente nenhum direito moral — de contestar, por motivos operacionais ou tácticos, os requisitos operacionais exigidos pelo comandante do Comando da RAAF

—Bill Bostock, 1944
O conflito entre os comandantes atingiu o seu ponto mais baixo durante a invasão de Tarakan em Maio de 1945, quando Jones suspendeu os esquadrões de bombardeiros da RAAF programados para participar no ataque devido às suas tripulações terem excedido a sua cota mensal de horas de voo. Bostock não foi consultado sobre a decisão e esperava ver aeronaves australianas enquanto observava as formações aliadas de um navio de guerra dos EUA durante a batalha. Mais tarde, ele disse que teria felizmente "caído por uma racha nas tábuas do convés" ao ver somente aeronaves americanas a voar acima dele, e teve que se desculpar com Kenney pela ausência da RAAF. No geral, o sistema de controlo duplo e a tensão entre os seus dois oficiais superiores complicaram os esforços da RAAF em campo e reduziram a sua influência na estratégia aliada no Pacífico.

## Pós-guerra

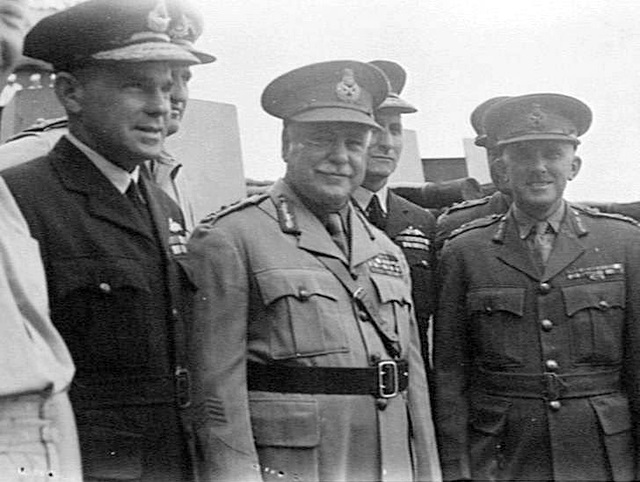
Bostock (primeira fila, à esquerda), General Sir Thomas Blamey (primeira fila, ao centro) e Vice-marechal do Ar Jones (atrás de Blamey) com outros delegados australianos à rendição japonesa a bordo do USS Missouri, Setembro de 1945

No dia 2 de Setembro de 1945, Bostock e Jones representaram a RAAF na rendição japonesa a bordo USS Missouri. O Comando da RAAF foi dissolvido no mesmo dia. Bostock foi um dos vários comandantes seniores da RAAF que foram aposentados sumariamente no início de 1946, no seu caso seis anos antes da idade de aposentadoria compulsória, que era aos 60 anos. Entre os motivos da demissão de Bostock estavam, de acordo com documentos governamentais privados, uma "incapacidade de trabalhar em harmonia com certos outros oficiais de alta patente da RAAF", e "falta de equilíbrio e apreciação da responsabilidade". Ele apelou da decisão, citando uma carta de MacArthur que o descreveu como "um dos aviadores mais bem-sucedidos do mundo ... superior em todos os aspectos", mas não teve sucesso. Os jornais levantaram questões sobre a saída de Bostock, com o The Herald em Melbourne especulando sobre o peso das rivalidades dentro do serviço.
Após a sua aposentadoria militar, Bostock entrou no jornalismo e tornou-se correspondente de aviação do The Herald. Escreveu uma série de artigos a criticar a organização da força aérea e apresentando a sua versão da história do Comando da RAAF, motivado em parte pela sua crença de que a história oficial da Austrália na Segunda Guerra Mundial não conseguiria cobrir adequadamente a história. Os artigos causaram considerável controvérsia e levaram o Ministro da Aeronáutica, Arthur Drakeford, a apresentar uma resposta formal no Parlamento Federal, classificando as alegações de Bostock como "maliciosas e injustificadas".

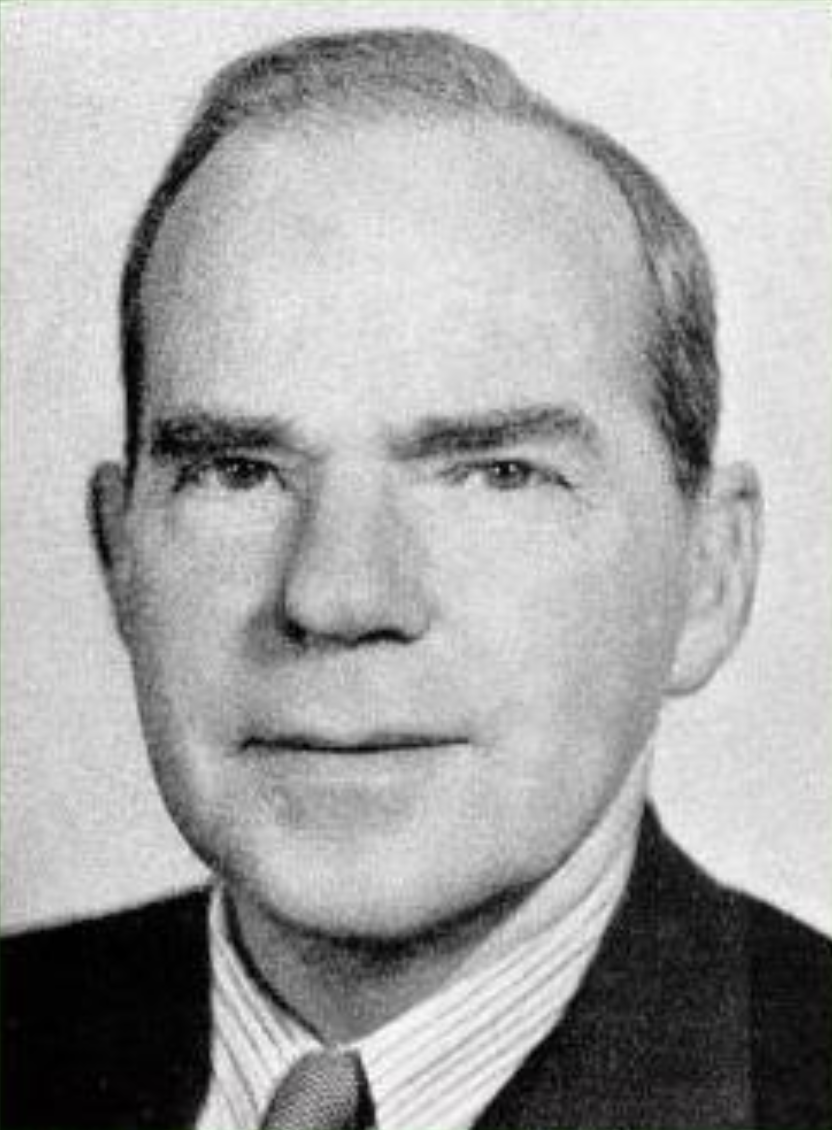
Bostock como político por Indi

Bostock foi condecorado duas vezes em 1948 pelo seu serviço de guerra, em Março com a Ordem de Serviços Distintos "em reconhecimento pelos serviços distintos enquanto estava no comando das operações aéreas na Campanha de Bornéu durante o período de Março a Setembro de 1945", e em Abril com a Medalha da Liberdade com Palma de Prata dos Estados Unidos. Bostock entrou na política em 1949, concorrendo como candidato do Partido Liberal para a Divisão Federal da Indi, em Victoria. Eleito para a Câmara dos Representantes, manteve a sua cadeira até ser derrotado na votação de 1958. Bostock serviu num comité conjunto de relações externas e às vezes entrou em conflito com o seu próprio partido em questões de política de defesa. Continuou a contribuir para o The Herald enquanto representante. Durante os debates parlamentares em 1951 e novamente em 1957, Bostock discursou por "uma força de defesa integrada com um único ministro", defendendo a fusão dos quatro departamentos separados de Defesa, Aeronáutica, Marinha e Exército num Departamento de Defesa, chefiado pelo Ministro da Defesa. Ele propôs ainda que um único Comandante-em-chefe liderasse o Exército, a Marinha e a Força Aérea; o Chefe do Estado-maior do Exército, o Chefe do Estado-maior da Marinha e o Chefe do Estado-maior da Força Aérea deveriam reportar directamente ao novo cargo. Em 1973, os departamentos de serviço único foram abolidos a favor de um Departamento de Defesa abrangente e, em 1984, o cargo de Chefe da Força de Defesa evoluiu para passar a comandar directamente todos os três serviços armados através dos seus respectivos chefes.
A esposa de Bostock, Gwendolen, faleceu em 1947, e ele casou-se com Nanette O'Keefe, de 33 anos, em Melbourne, no dia 1 de Junho de 1951; tiveram três filhos. Bostock possuía uma propriedade perto de Benalla, na zona rural de Victoria, onde faleceu em 1968. Deixando a sua segunda esposa e os seus cinco filhos, Bostock recebeu um funeral da RAAF e foi cremado.